# كارا موند
كارا موند (بالإنجليزية: Cara Mund)‏ (من مواليد 8 ديسمبر 1993) حاملة لقب ملكة جمال أمريكية من بسمارك ، داكوتا الشمالية. توجت ملكة جمال داكوتا الشمالية 2017، وتشارك في مسابقة ملكة جمال أمريكا، في نهاية المسابقة توجت في 10 سبتمبر 2017 بلقب مسابقة ملكة جمال أمريكا 2018 التي أقيمت في أتلانتيك سيتي، وتعتبر أول متسابقة من ولاية داكوتا الشمالية تفوز باللقب.